# Alocasia micholitziana
Alocasia micholitziana (Sander) es una especie de plantas del género Alocasia, son plantas con rizoma o bulbo perenne de la familia Araceae. A. micholitziana es conocida como planta oreja de elefante en la isla de Luzón en Filipinas de donde es nativa. 

## Descripción
Las hojas son cordadas o sagitadas, creciendo de 2 a 9 dm sobre un largo peciolo. Sus hermosas flores no son apenas visibles, ya que se encuentran ocultas entre las hojas. 
Los tallos son comestibles, pero contienen ácido oxálico que puede paralizar la lengua y faringe. Para su consumo debe ser hervido prolongadamente.

## Taxonomía
Esta especie fue descrita por (Sander) y publicado en The Gardeners' Chronicle & Agricultural Gazette 51(Suppl.):. 1912.